# Крекінг-установки в Ель-Табласо
Крекінг-установки в Ель-Табласо — складові частини нафтохімічного майданчика компанії Petroquímica de Venezuela S.A. (Pequiven), розташованого на східному узбережжі протоки, яка пов'язує озеро Маракайбо з Венесуельською затокою Карибського моря.
У 1976 році в Ель-Табласо почала роботу установка парового крекінгу річною потужністю 150 тисяч тонн етилену, яка провадить піроліз пропану (70 %) та етану (30 %). В наступному десятилітті до неї приєдналось ще одне піролізне виробництво, тільки тепер вже розраховане на 100 % живлення етаном. У підсумку потужність майданчику досягла 600 тисяч тонн етилену (з них 250 тисяч тонн модернізована перша установка) та 130 тисяч тонн пропілену.
Окрім виробництва олефінів, комплекс Ана-Марія-Кампос також має цілий ряд розрахованих на їх споживання похідних виробництв, які здатних продукувати 190 тисяч тонн лінійного поліетилену низького тиску, 160 тисяч тонн поліетилену високого тиску, 70 тисяч тонн поліетилену низького тиску та 144 тисячі тонн поліпропілену. Крім цього, у тому ж Ель-Табласо компанія Clorovinilos del Zulia могла випускати 130 тисяч тонн мономеру вінілхлориду, а розташований у Пунто-Камачо (за два десятки кілометрів південніше) завод компанії Pralco розраховувався на випуск 16 тисяч тонн оксиду етилену та 66 тисяч тонн етиленгліколю.